# Escuela Española de Equitación

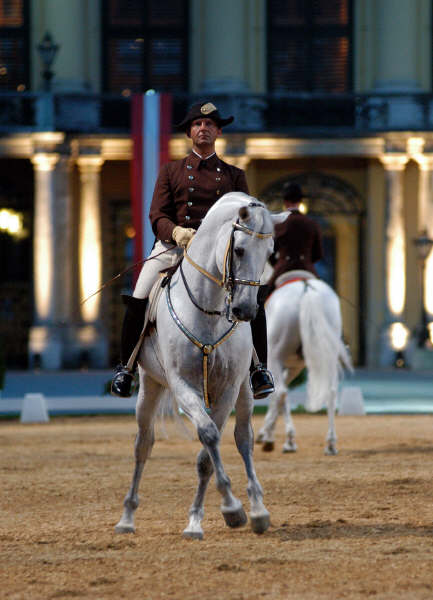
Actuación de la Escuela Española de Equitación

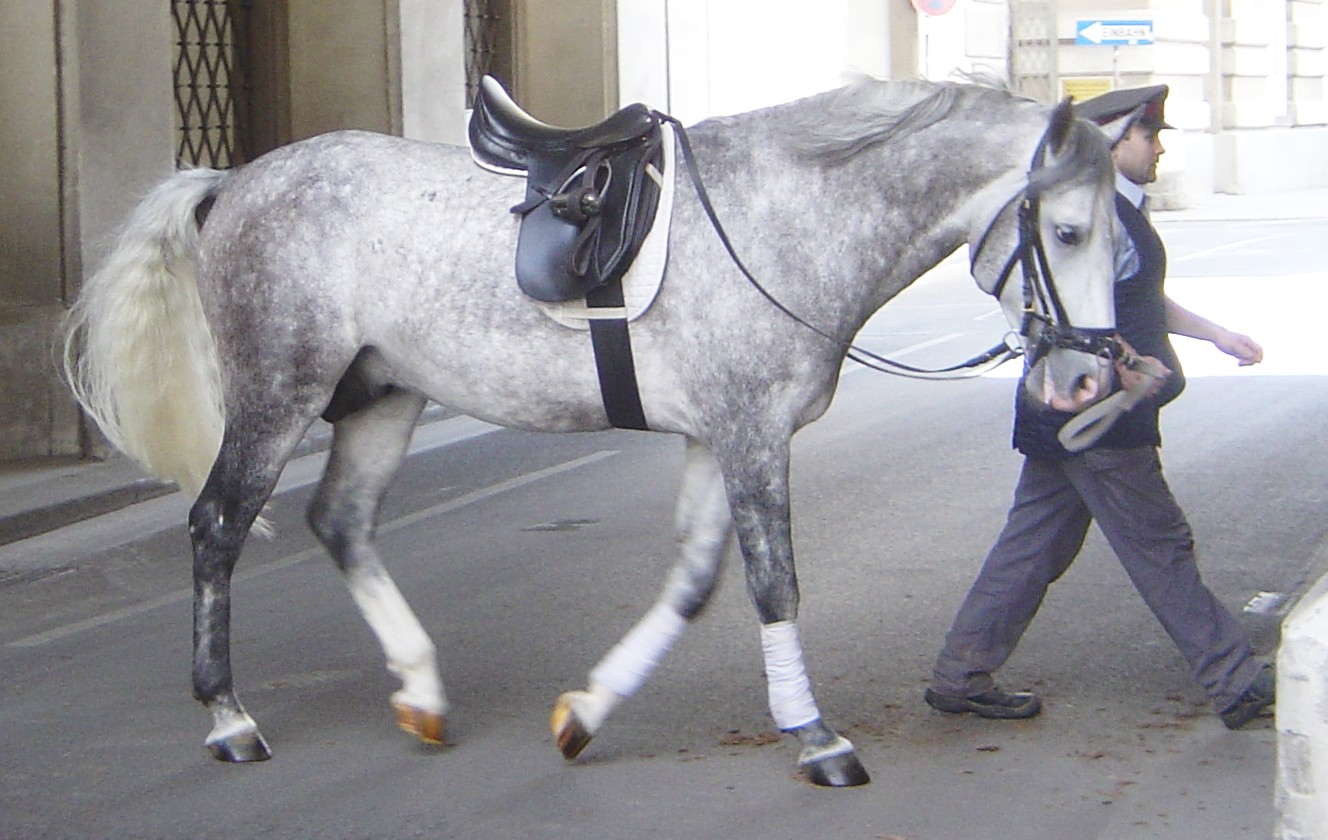
Semental joven lipizzanos

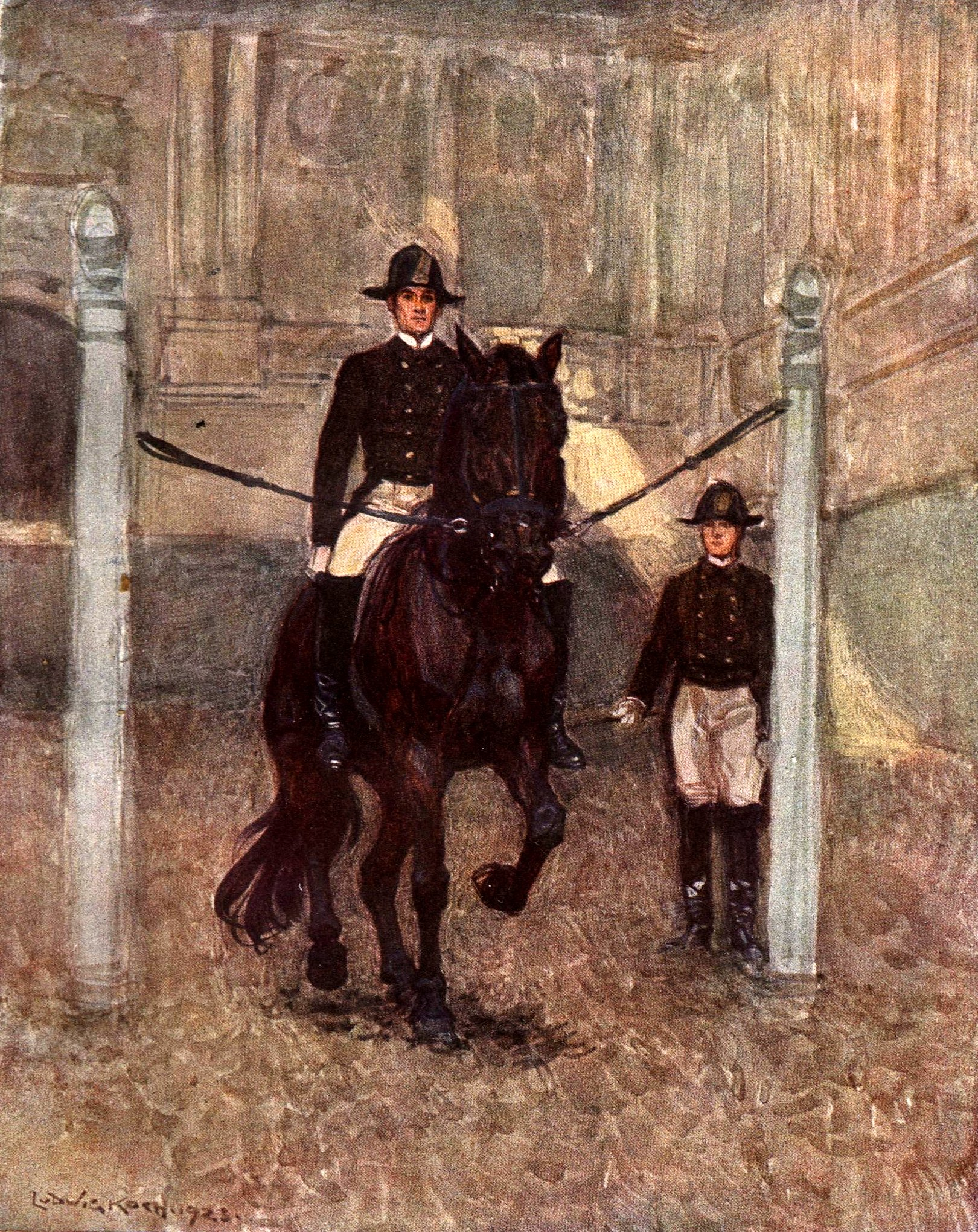
Caballo entre pilares.

La Escuela Española de Equitación (Spanische Hofreitschule, en alemán) es una destacada institución de Viena, dedicada a la equitación y basada en la doma clásica teniendo como referentes dos aspectos básicos: el caballo de raza lipizzana y la técnica tradicional española de doma.
Actualmente es uno de los símbolos de la ciudad y de Austria, hasta el punto de que la Escuela fue el motivo elegido para la moneda de cinco euros que celebraba la presidencia austriaca de la UE en 2006. Es también un referente para el turismo vienés. En 2015, la equitación clásica y la Escuela Española de Equitación de Viena fueron designadas por la Unesco como Patrimonio Cultural Inmaterial de la Humanidad.

## Descripción
La escuela se encuentra situada dentro del antiguo palacio imperial de los Habsburgo, el Hofburg, del que es un anexo. El picadero es de estilo barroco. La escuela trabaja preferentemente con caballos lipizzanos (originarios de Lipica, en la actual Eslovenia que antes formaba parte del Archiducado de Austria), los cuales han contribuido a dar fama a la escuela (y a la inversa, la escuela a los caballos).

## Historia
La historia de la Escuela Española de Equitación es muy interesante. La raza Lipizzaner es una de las razas más antiguas de Europa. En 1580, Maximiliano II  importó caballos españoles a Austria. Estos sementales españoles, junto con algunos caballos de tiro  locales,  iniciaron la raza Lipizzaner. Maximiliano II  tenía un hermano, el Archiduque Carlos del Imperio Austro-Hungría, que fundó una ganadería en la actual Eslovenia para criar la raza Lipizzaner.

## Cría
Hoy en día, la Escuela Española de Equitación selecciona cuidadosamente  las yeguas de las granjas de cría cercanas que se aparean con sus sementales. La raza Lipizzaner tiene ascendencia andaluza, y es conocida porque los potros, que son completamente negros,  se vuelven completamente blancos a medida que crecen. Por ello, la Escuela Española de Equitación es extremadamente rigurosa en cuanto a la selección de su cría caballar, para obtener así una coloración y un temperamento específicos.
Para ser jinete de la Escuela Española de Equitación, hay que  prepararse para un compromiso de por vida. Un candidato a ser admitido en la Escuela Española de Equitación, tiene  que saber montar a caballo y dominar varios idiomas. Una vez aceptada la  solicitud entre los miles que llegan, comienzan diez años de capacitación, durante los cuales se pasan doce horas al día en el picadero entrenando, trabajando y preparándose. Finalmente, después de una década de trabajo, llega la  primera actuación. Realmente es mucho trabajo, pero para muchos jinetes procedentes de todo el mundo, vale la pena.

## En la actualidad
Actualmente, la Escuela Española de Equitación viaja por todo el mundo formando un  excelente equipo entre caballos y jinetes. El equipo combina las técnicas de la doma clásica con la equitación tradicional para crear espectáculos de danza sincronizada que muestran los talentos tanto de los caballos como de los jinetes, complementando la belleza natural y el poder  ya  presentes en el caballo y en el jinete. La Escuela Española de Equitación es realmente asombrosa y sigue impresionando a millones de personas en todo el mundo.